# Seul...
 (juillet 2024).
Si vous disposez d'ouvrages ou d'articles de référence ou si vous connaissez des sites web de qualité traitant du thème abordé ici, merci de compléter l'article en donnant les références utiles à sa vérifiabilité et en les liant à la section « Notes et références ».
Pour les articles homonymes, voir Seul.
Seul... est le quatrième album de la série de bande dessinée Buddy Longway, paru en 1977.
Dans cette série, c'est la première couverture réalisée à la gouache, à l'image de celles des Blueberry que Derib admirait.

## Personnages
- Buddy Longway
- Jérémie
- César : trappeur. Il travaille en équipe et part pour des saisons de chasse. Leurs convois sont de plus en plus souvent attaqués par les indiens que les fourrures intéressent aussi.
- Michaël : jeune trappeur, il fait partie de l'équipe de César. Frère de Nancy.
- Nancy : habite au fort, sœur de Michaël.

## Synopsis
Buddy part livrer des peaux de bêtes et des fourrures au fort. Dans un passage étroit de la montagne, il est victime d'un éboulement. Blessé, il doit se faire une attelle à la jambe. Diminué, tout devient difficile : avancer, manger, traverser un torrent, faire face à un ours…
À quelque distance de là, une équipe de trappeurs rentre elle aussi au fort. Ils sont attaqués par des indiens Crows. Michaël quitte le cercle pour chercher des renforts au fort. Atteint par une flèche, il s'accroche à son cheval et échoue aux pieds de Buddy. Buddy pare au plus pressé mais n'a d'autre solution que de finir la mission à sa place. Il se hisse à cheval, arrive au fort. Donne l'alerte et s'évanouit.
Il reprend ses esprits chez Nancy, plâtré. Bientôt Michaël et les autres trappeurs arrivent. ils ont été secourus à temps. César, le plus ancien, propose à Buddy de se joindre à leur équipe. Nancy commence à tomber amoureuse de lui. Il est temps pour Buddy de lui dire la vérité sur sa famille et… de repartir.
Sur le chemin du retour, il croise Loup Sauvage. Mais celui-ci renonce à se battre avec un homme plâtré.
Il est accueilli par des nuages de fumée et Jérémie qui arrive au triple galop. C'est lui qui a prévenu sa mère du retour de Buddy.